# Mbegue
Mbegue  (ou Mbégué) est un village du centre du Sénégal, situé à environ 80 km de Kaolack, au sud-est de Mbacké.

## Histoire
On le connaît surtout à travers sa forêt.
Classée par l'administration coloniale en 1930, la réserve sylvo-pastorale de Mbegue, longtemps utilisée par les bergers peuls, a depuis perdu ce statut. En 1991, 45 000 hectares de cette forêt ont été attribués à Serigne Saliou Mbacké, Khalife général de la confrérie des Mourides, qui contrôle la culture de l'arachide dans le pays, et 5 millions d'arbres ont été abattus.

## Administration
Mbegue fait partie du département de Kaffrine dans la région de Kaffrine.

## Géographie
Les localités les plus proches sont Boki Baga Pui, Darou Salam, Bondie Peul, Diabel, Kelkome, Kouyane, Binngel et Ouarkere.

### Filmographie
- Michel Gillot, Mbegue : une forêt sacrifiée, film documentaire, Périscoop Productions, CNDP, 1992 (disparition de la forêt sénégalaise au profit de la culture de l'arachide)